# Anna Sutherland Bissell
Anna Sutherland Bissell, född 1846, död 1934, var en amerikansk affärsidkare. Hon var från 1889 VD för BISSELL Corporation, ett företag som sålde hushållsutrustning, och har kallats för den första kvinnliga VD:n i USA.